# Haplosyllis trifalcata
Haplosyllis trifalcata är en ringmaskart som först beskrevs av Francis Day 1960.  Haplosyllis trifalcata ingår i släktet Haplosyllis och familjen Syllidae. Inga underarter finns listade i Catalogue of Life.